# Francesco Ciceri
Francesco Ciceri (* 1521 oder 1527 in Lugano; † 31. März 1596 in Mailand) war ein italienischer Humanist und Hochschullehrer.

## Leben
Francesco Ciceri war der Sohn von Maffeo Ciceri († um 1531), praefector fabrum bei Francesco II. Sforza, und dessen Ehefrau Elisabetta († 1555), geborene Carentani. Sein Vater nahm aus steuerlichen Gründen die italienische Staatsbürgerschaft an, um keine Sondersteuer für Ausländer zahlen zu müssen.
Er besuchte die Schulen in Lugano, unter anderem die Schule von Giovanni Menabene, einem Experten für klassische Sprachen und Medizin, erwarb sich in Mailand eine humanistische Bildung und hörte Vorlesungen bei Giuseppe Negri, Jurist und griechischer Gelehrter, Cornelio Siculo von Messina, Franziskaner, Philosoph und Theologe, dem Bologneser Ludovico Ferrari, Mathematiker, und Marcantonio Majoragio (1514–1555), einem bekannten Mailänder Lateiner.
Nach Beendigung seiner Studien wurde er auf Empfehlung des Naturforschers P. Albucci zum Tutor der Söhne des Grafen Giambattista Visconti von Lonate Pozzolo ernannt. Er begann seine Tätigkeit im Jahr 1544. Nach wenigen Monaten kündigte er jedoch bereits wieder, weil er hier keine Vorlesung hören konnte und auch keine Gelegenheit hatte, mit Gelehrten zu kommunizieren. Daraufhin zog er im Herbst 1544 nach Mailand; dort erhielt er dank der Hilfe von Francesco Ierargo und Antonio Lentini eine Anstellung als Hauslehrer des Anwalts Pio. Er nutzte die Zeit, um öffentliche Schulen und die Universität zu besuchen, und sich mit Gelehrten zu treffen. Er hörte die Vorlesungen von Otho Lupani, der die Reden von Cicero erklärte, sowie Giuseppe Negri, der einen Kurs in griechischer Grammatik hielt.
Ende 1545 kehrte er nach Lugano zurück und erkrankte an einer schweren Krankheit, von der er dank dem Arzt Andrea Camozzi geheilt werden konnte. Gleich eröffnete er eine Schule mit 25 Schülern. Er schrieb an den Buchdrucker von Basel Johannes Oporinus und bat diesen, ihm eine griechische Grammatik in einer Auflage von 300 Exemplaren nachzudrucken; seit dieser Zeit bestand eine enge Korrespondenz zwischen den beiden, die bis zum Tod von Oporinus anhielt. Ciceri war auch der Repräsentant der Druckerei in Lugano und Mailand und vermittelte dabei auch die Veröffentlichung von nichtklassischen Texten, dies führte dazu, dass eine tiefgreifenden Verbindung zwischen dem deutschen und dem italienischen Humanismus entstand. Während seines Aufenthaltes in Lugano kam er auch mit den Werken der wichtigsten Vertreter der humanistischen Kultur, von Erasmus von Rotterdam über Conrad Gessner bis Simon Grynaeus, in Kontakt.
Im Juli 1548 folgte er dem Ruf eines Freundes und kehrte nach Mailand zurück, um dort an einer Schule Latein und Griechisch zu unterrichten. 1550 eröffnete er ein Internat und unterrichtete dort mit seinem jüngeren Bruder Cesare Cicieri. Am 9. Oktober 1561 wurde er, dank der Unterstützung von Luigi Annibale Della Croce (1509–1577), Stadtsekretär in Mailand, an die Universität Mailand auf den Lehrstuhl für Rhetorik berufen.
Er korrespondierte mit Politikern, Schriftstellern und Gelehrten, zu denen unter anderem auch Gerolamo Cardano, Carlo Sigonio, Andrea Alciato, Piero Vettori, Paolo Manuzio (1512–1574), Lilius Gregorius Giraldus und Giambattista Giraldi gehörten.
Francesco Ciceri war mit Daria Pirogalli verheiratet. Gemeinsam hatten sie einen Sohn, Marco Maffeo Cicieri (* 1562), der ebenfalls Gelehrter wurde.
Nach seinem Tod wurde Ciceri in der Sant’Eustorgio in Mailand beigesetzt. Seine umfangreiche Bibliothek, die aus verschiedenen Sammlungen antiker Schriften, einen Euripides-Kommentar und Reden bestand, befindet sich heute in der Biblioteca Ambrosiana in Mailand. Seine Handschriftensammlung ist besonders für die Überlieferung der Epistulae von Cicero wichtig.